# 館林站

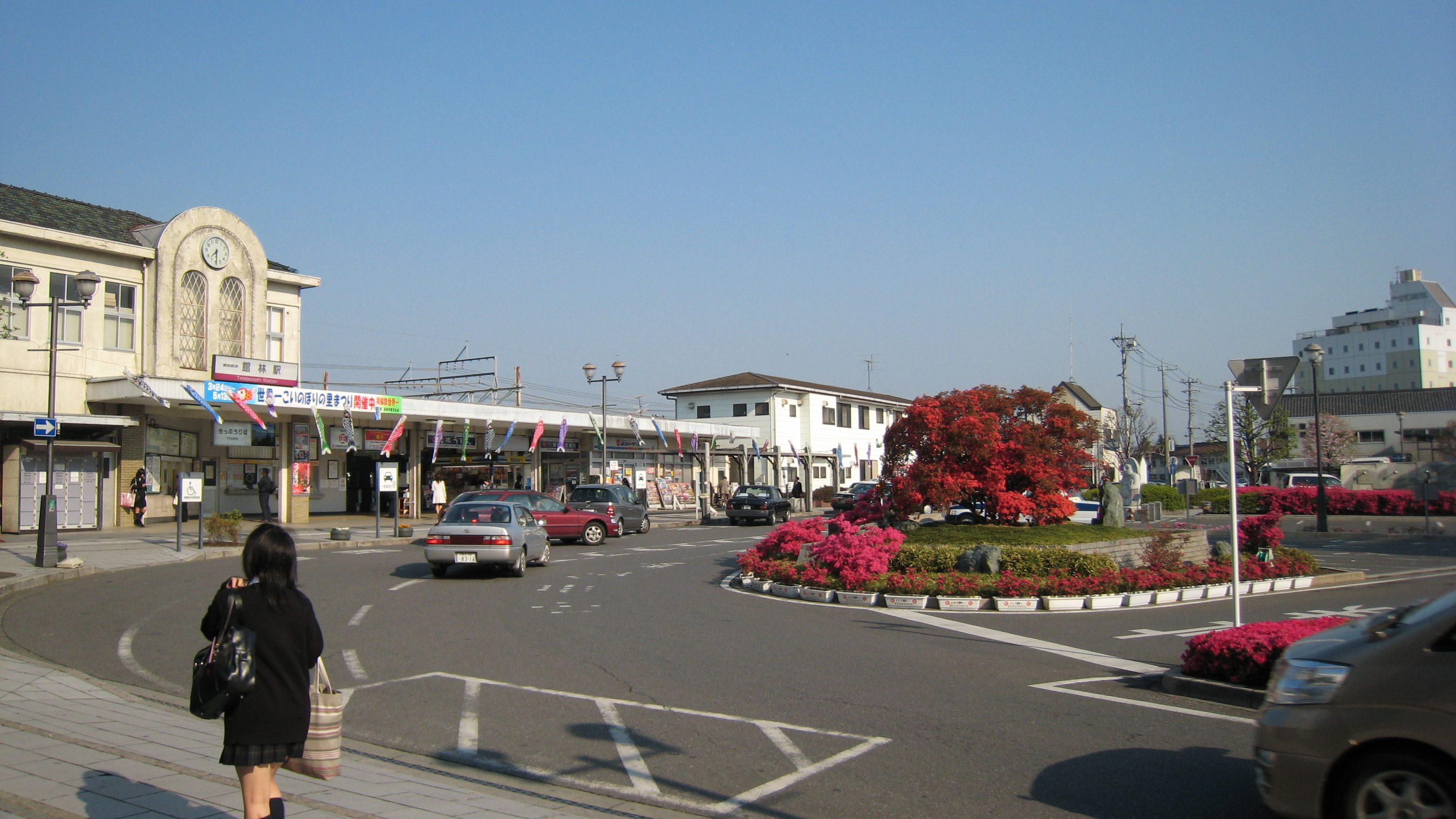
馆林站東口

館林站（日语：／ Tatebayashi eki */?）位於日本群馬縣館林市本町二丁目，是東武鐵道的鐵路車站。車站編號是TI 10。

## 概要
此站有伊勢崎線、佐野線、小泉線3條路線停靠，也是佐野線與小泉線的起點站。
1998年（平成10年）獲選「關東車站百選」。
車站北側有南栗橋車輛管區館林出張所（舊館林檢修區），車站南側則是津霸車輛工業館林工場（舊館林機關區）。運轉士與車掌所屬的館林乘務管區也設於此地。
伊勢崎線自此站往東武動物公園方向是複線，而往足利市、太田方向以及佐野線、小泉線是單線。受限於月台長度，10節編組列車只能行駛至本站。淺草開出的大部分區間急行與兩班區間準急以此站為終點站。
除特急「兩毛」外，列車編組以此站為分界，尖峰時段伊勢崎線列車淺草站、久喜站－此站之間採用8節編組，其他採用6節編組，此站－太田之間是3、6節編組，佐野線、小泉線以2、3節編組運行。過去尖峰時段太田開出的區間急行列車曾採用8、10節並聯編組運行，但在2013年（平成25年）3月16日改點後改從本站始發8節編組列車，廢除並聯。另外，部分列車在此站－太田之間實施一人控制。2006年以後，除了恢復伊勢崎方向直通列車外，直通本站以南與太田站的列車大半也以本站為終點站。 
此站起訖的特急「兩毛」班表為往返1班次，分別可與伊勢崎線太田發車、佐野線佐野發車、小泉線西小泉發車的上行首班車，以及往伊勢崎線太田、往佐野線佐野的下行末班車接續。

## 歷史
- 1907年（明治40年）8月27日：開業。
- 1937年（昭和12年）：木造站房竣工。
- 1990年（平成2年）9月25日：本站至業平橋站的上行列車開始採用10輛編組。
- 1994年（平成6年）8月2日：至本站的下行列車開始採用8輛編組。
- 1997年（平成9年）3月25日：至本站的下行列車與周六日開始採用10輛編組。
- 1998年（平成10年）：入選關東車站百選。
- 2007年（平成19年）8月27日：開業100周年。舉辦寫真展。
- 2009年（平成21年）12月4日：跨站式站房、東西自由通道竣工。
- 2012年（平成24年）3月17日：導入車站編號TI 10。
- 2013年（平成25年）3月26日：2號線、3號線、5號線導入發車音樂。

## 車站結構
2面5線的島式月台地上車站。車站經歷整修後，完成了跨站式站房、東西自由通路、電梯、多功能廁所的整備。1、4號線入口有詢問台與中間檢票口。在跨站式站房完成以前，4、5號線北側天橋上有西口剪票口。
1號月台對應4節編組，為終端式月台。2、5號月台對應10節編組。3號月台對應6節編組。4號月台對應2節編組，為缺口式月台。跨站式站房（連絡天橋）對於1號線「佐野線」（普通、葛生方向）設置了大型指示標示。
5號線西方原先有留置線供列車停放使用，但已在2007年（平成19年）11月左右拆除。留置線在過去是將麥芽運往日清製粉的軌道，但在工廠縮小規模與卡車運輸興起後停止使用。

### 月台配置
| 月台 | 路線     | 方向 | 目的地                                                         | 備註                                                                              |
| ---- | -------- | ---- | -------------------------------------------------------------- | --------------------------------------------------------------------------------- |
| 1    | 佐野線   | -    | 葛生方向                                                       | 佐野線方向的特急於3號月台開出                                                     |
| 2    | 伊勢崎線 | 上行 | 久喜、東武動物公園、 東武晴空塔線 北千住、東京晴空塔、淺草方向 |                                                                                   |
| 3    | 伊勢崎線 | 下行 | 足利市、太田、 桐生線 赤城方向                                 | 部分 下行伊勢崎方向的列車 部分 上行淺草方向的列車使用 部分 下行葛生方向的列車使用 |
| 4    | 小泉線   | -    | 西小泉方向                                                     |                                                                                   |
| 5    | 伊勢崎線 | 上行 | 久喜、東武動物公園、 東武晴空塔線 北千住、東京晴空塔、淺草方向 | 主要為待避、折返用                                                                |
| 5    | 伊勢崎線 | 下行 | 足利市、太田方向                                               | 主要為待避、折返用                                                                |

- 佐野線葛生發車的「兩毛」停靠5號線。此時太田方向發出的列車會在3號線等候。

- 本站終停的伊勢崎線上行一人控制列車會在3、5號線直接折返，或是在2號線下客後透過轉向線進入3號線發出[2]。

## 使用情況
2018年度一日平均上下車人次為11,125人。此值不包括在東武線間的轉乘人次。2000年以後以大約1萬人的水準穩坐群馬縣內東武線車站第2位，僅次於太田站。
近年一日平均上下車人次的推移如下表｡
| 年度               | 一日平均上下車人次 | 來源   |
| ------------------ | ------------------ | ------ |
| 1998年（平成10年） | 11,497             |        |
| 1999年（平成11年） | 11,043             |        |
| 2000年（平成12年） | 10,875             |        |
| 2001年（平成13年） | 10,839             | [ 5 ]  |
| 2002年（平成14年） | 10,625             | [ 6 ]  |
| 2003年（平成15年） | 10,445             | [ 7 ]  |
| 2004年（平成16年） | 10,287             | [ 8 ]  |
| 2005年（平成17年） | 10,202             | [ 9 ]  |
| 2006年（平成18年） | 10,175             | [ 10 ] |
| 2007年（平成19年） | 10,140             | [ 11 ] |
| 2008年（平成20年） | 10,251             | [ 12 ] |
| 2009年（平成21年） | 10,032             | [ 13 ] |
| 2010年（平成22年） | 9,895              | [ 14 ] |
| 2011年（平成23年） | 10,016             | [ 15 ] |
| 2012年（平成24年） | 10,558             | [ 16 ] |
| 2013年（平成25年） | 10,996             | [ 17 ] |
| 2014年（平成26年） | 10,829             | [ 18 ] |
| 2015年（平成27年） | 11,084             | [ 19 ] |
| 2016年（平成28年） | 10,855             | [ 20 ] |
| 2017年（平成29年） | 10,995             |        |
| 2018年（平成30年） | 11,125             |        |

- 2008（平成10）年度一日轉乘人次為5,865人，若包括轉乘人次一日平均上下車人次將為16,116人[21]。

## 車站周邊

### 西口
- 日清製粉（日语：日清製粉）館林工場
  - 製粉博物館
- 正田醬油（日语：正田醤油）本社
  - 正田紀念館
- 館林厚生醫院（日语：館林厚生病院）
- 群馬銀行館林南支店
- 館林信用金庫（日语：館林信用金庫）西支店
- TORISEN（日语：とりせん）富士見町店
- KUSURI NO AOKI（日语：クスリのアオキ）館林榮町店

### 東口
- 前橋地方檢察廳（日语：前橋地方検察庁）館林區檢察廳
- 館林簡易裁判所
- 館林稅務署
- 館林公共職業安定所
- 館林保健福祉事務所
- 館林市役所
  - 館林城（日语：館林城）跡
- 館林市文化會館
- 館林市立圖書館
- 館林市立資料館
  - 田山花袋紀念文學館（日语：田山花袋記念文学館）
- 向井千秋紀念兒童科學館（日语：向井千秋記念子ども科学館）
- 館林市三之丸藝術會館
- 館林市市民中心分室
- 館林銀髮人材中心
- 館林市保健福祉中心
- 杜鵑花岡公園（日语：つつじが岡公園）
- 城沼（日语：城沼）運動公園
- 仲町公園
- 善導寺（日语：善導寺 (館林市)）
- 尾曳神社
- 鶴生田川（日语：鶴生田川）
- 館林郵便局（日语：館林郵便局）
- 館林本町郵便局
- 館林大街道郵便局
- 館林尾曳郵便局
- 瑞穗銀行館林支店
- 群馬銀行館林支店
- 東和銀行（日语：東和銀行）館林站前支店
- 足利銀行館林支店
- 中央勞動金庫（日语：中央労働金庫）館林支店
- 館林信用金庫本店、南支店

## 路線巴士
過去館林市內全域有東武鐵道（東武巴士）運行藤岡站與古河站、赤岩方向的路線巴士，但之後東武鐵道急速撤退，成為日本唯一沒有路線巴士運行的市。
| 乘車處                         | 系統                                                                             | 主要行經地                       | 目的地         | 運行公司         | 備註 |
| ------------------------------ | -------------------------------------------------------------------------------- | -------------------------------- | -------------- | ---------------- | ---- |
|                                | 館林、板倉線                                                                     | 館林市役所前、花山町、板倉高校前 | 板倉東洋大前站 | 廣域公共路線巴士 |      |
| 慶友整形外科醫院西、板倉高校前 | 館林、板倉線                                                                     | 1日2班                           | 板倉東洋大前站 | 廣域公共路線巴士 |      |
| 內藏新田、板倉中學校前         | 館林、板倉線                                                                     | 1日2班                           | 板倉東洋大前站 | 廣域公共路線巴士 |      |
| 館林、板倉北線                 | 館林市役所前、細内町、東部工業團地西                                             |                                  | 板倉東洋大前站 | 廣域公共路線巴士 |      |
| 館林、板倉北線                 | 館林市役所前、四頁草莊東、東部工業團地西                                         |                                  | 板倉東洋大前站 | 廣域公共路線巴士 |      |
| 館林、明和、板倉線             | 第四中學校北、下江黑、南小學校前                                                 |                                  | 板倉東洋大前站 | 廣域公共路線巴士 |      |
| 館林、千代田線                 | 第三中學校前、上三林郵便局前、千代田町役場前                                     | 赤岩渡船                         |                | 廣域公共路線巴士 |      |
| 館林、邑樂、千代田線           | 厚生醫院前、JA長柄支所前、後天神原                                               | 千代田町役場前                   |                | 廣域公共路線巴士 |      |
| 館林、邑樂、千代田線           | 厚生醫院前、JA長柄支所前、赤岩渡船                                               | 千代田町役場前                   |                | 廣域公共路線巴士 |      |
| 館林、明和、千代田線           | 明和町役場前、川俣站、下中森西                                                   | 千代田町役場前                   |                | 廣域公共路線巴士 |      |
| 多多良巡迴線                   | 厚生醫院前、（綜合福祉中心）、關東學園北、多多良中學校入口、（縣立館林美術館前） | 館林站前                         |                | 廣域公共路線巴士 |      |
| 渡瀨巡迴線                     | 渡瀨步道橋、杜鵑花野團地、岡野町東                                               | 館林站前                         |                | 廣域公共路線巴士 |      |
|                                | 厚生醫院前                                                                       | 館林站前                         |                | 廣域公共路線巴士 |      |
|                                |                                                                                  | 厚生醫院前                       |                | 廣域公共路線巴士 |      |

- 日本中央巴士（日语：日本中央バス）運行的往羽田機場、名古屋、奈良、京都、大阪、仙台方向高速巴士在館林市役所發車。

## 圖片

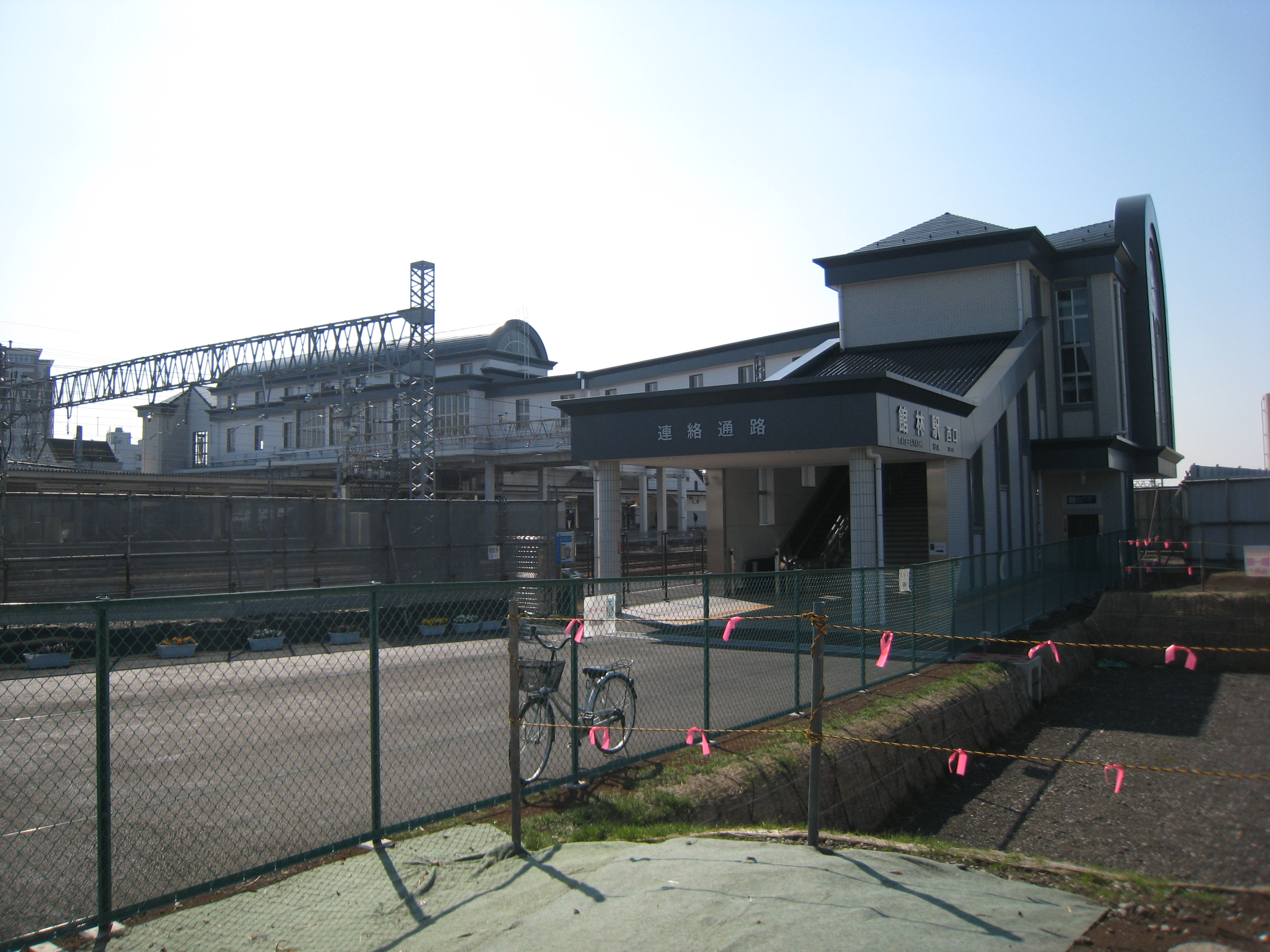
新西口（2010年4月）
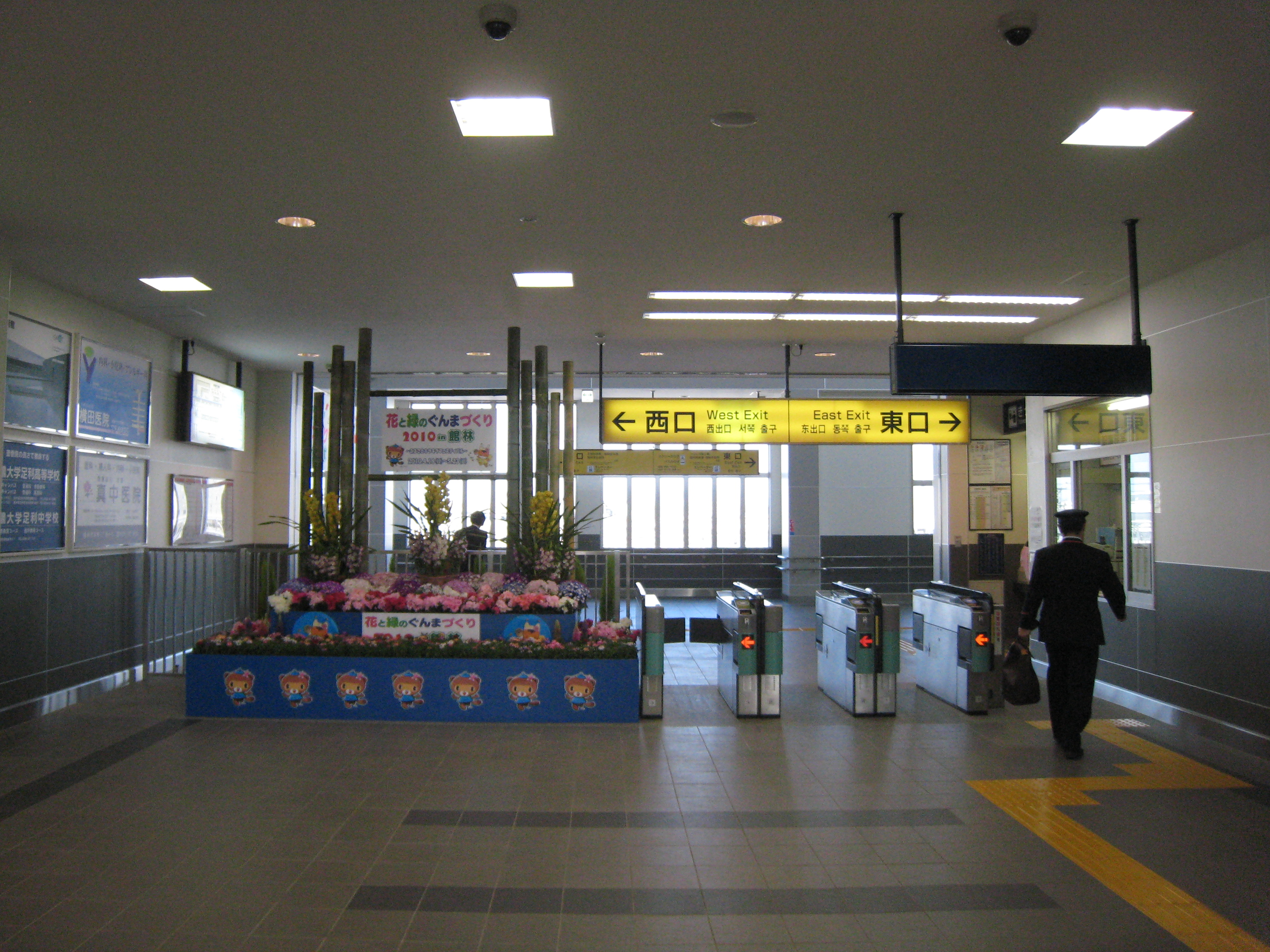
東西自由通道的北側剪票口（2010年4月）
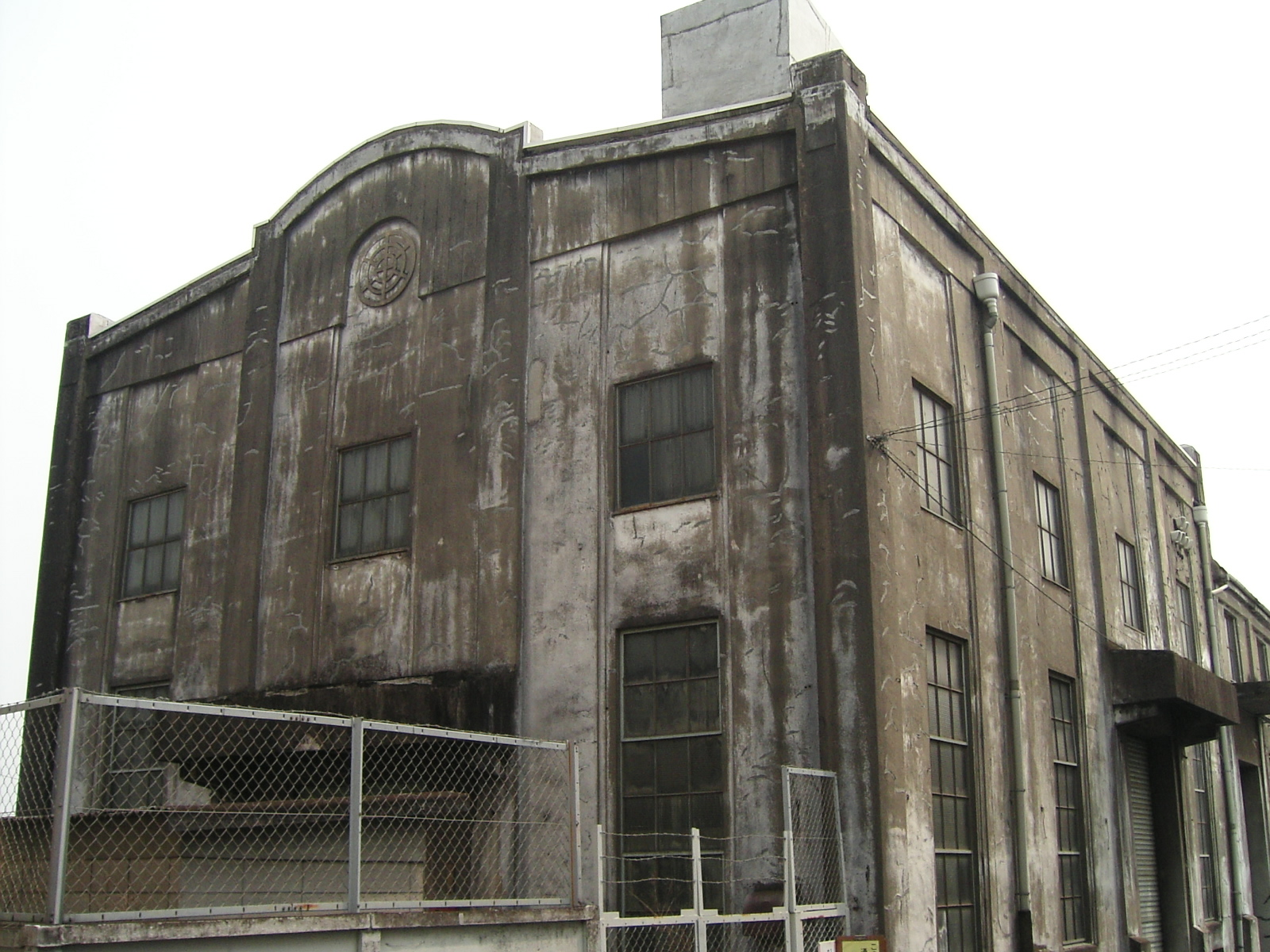
東口南側的變電所（2007年4月）
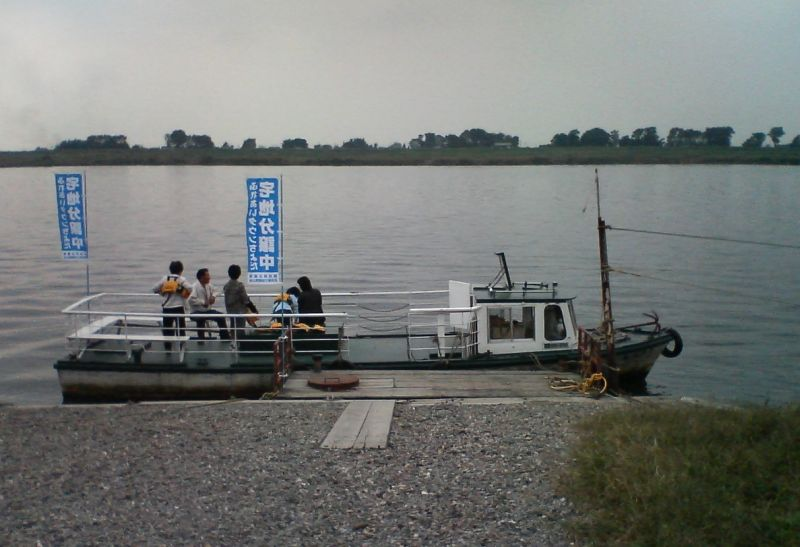
往熊谷會經過的赤岩渡船（2006年10月）
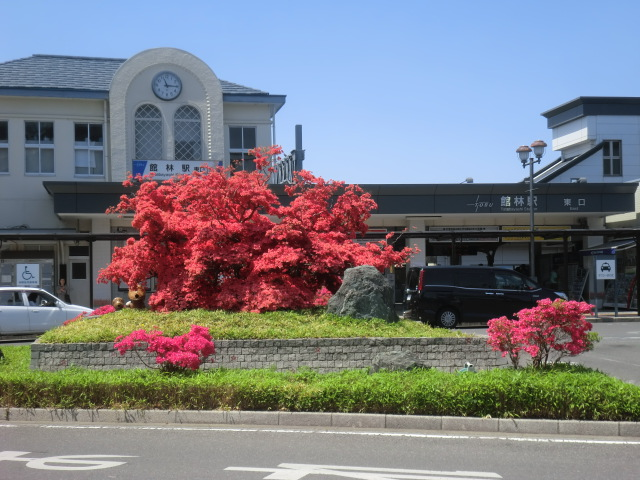
杜鵑花季的館林站（2017年5月）

## 相鄰車站
東武鐵道
 伊勢崎線
- ■特急「兩毛」停車站、■特急「Revaty兩毛」終點站

■區間急行、■區間準急、■普通
茂林寺前（TI 09）－館林（TI 10）－多多良（TI 11）
 佐野線
- ■特急「兩毛」停車站（早上上行、晚上下行各1班）

■普通
館林（TI 10）－渡瀨（TI 31）
 小泉線
館林（TI 10）－成島（TI 41）

## 外部連結
- 館林（車站資訊） - 東武鐵道